# Vers commun
Der Vers commun (frz. „gemeiner“, „allgemeiner Vers“) ist neben dem Achtsilber und dem vom 16. bis zum Anfang des 19. Jahrhunderts dominierenden Alexandriner das im Französischen gebräuchlichste Versmaß.
Der Vers commun ist nach den Regeln der silbenzählenden französischen Verslehre ein bei männlichem Versschluss zehnsilbiger Vers, die bei weiblichem Versschluss am Ende stehende unbetonte elfte Silbe ist im Neufranzösischen verstummt.
Neben der Silbenzahl charakterisiert den Vers commun eine bestimmte Handhabung der Zäsur, die in der Regel nach der vierten, ausnahmsweise auch nach der sechsten Silbe liegt und ihn von anderen oder freieren Formen des Zehnsilblers (frz. décasyllabe) unterscheidet.

## Mittelalter
Die Zäsur liegt schon in der altfranzösischen Dichtung meist nach der vierten sowie ausnahmsweise nach der sechsten Silbe und ist dabei in der Regel männlich, d. h. das letzte Wort des ersten Halbverses endet mit einer betonten Silbe. Fällt die Zäsur weiblich aus, d. h. folgt noch eine unbetonte Silbe, so wird diese im Altfranzösischen gesprochen, aber metrisch nicht mitgezählt, auch dann nicht, wenn sie von einem Konsonanten geschlossen oder von einem konsonantischen Anlaut gefolgt wird und deshalb nicht mit der Folgesilbe zusammengezogen werden kann. Beispiel (Anonyme Chanson d'histoire):
Quant vient en mai, || que l'on dit as lons jors,
que Franc de France || repairent de roi cort,
Reynauz repaire || devant el premier front.
Si s'en passa || lez lo meis Arembor,
ainz n'en dengna || le chief drecier amont.
„Im Mai, den man den Monat mit den langen Tagen nennt, / wenn es sich begibt, daß die Franken aus Franzien vom Hof des Königs wiederkehren, / kommt Rainaut vorne in der ersten Reihe. / So kam er auch am Haus der Erembor vorbei, / und geruhte doch nicht einmal, den Kopf nach oben zu heben.“
Diese weibliche, sogenannte „epische“ Zäsur und ebenso die Zäsur nach der 6. Silbe werden schon in der altfranzösischen Lyrik vorwiegend als archaisierende Stilmittel eingesetzt. Sie schwinden bereits in der höfischen Dichtung Frankreichs, die auch die altertümliche oder altertümelnde Assonanz (Gleichklang des betonten Vokals bei möglicher Verschiedenheit der nachfolgenden Laute) durch den Vollreim (Gleichklang aller Laute ab mindestens dem betonten Vokal) ersetzt.

## Renaissance
Seit dem 16. Jahrhundert wird der Vers commun dann nicht nur mit regelmäßiger männlicher Zäsur nach der vierten Silbe, sondern auch, gemäß der allgemeinen Entwicklung der Reimkonventionen, mit regelmäßig alternierenden männlichen und weiblichen Reimen fortgesetzt, wobei die weiblichen Reime wegen des Verstummens ihrer Endsilben inzwischen ebenfalls männlich klingen, der Unterschied aber in der Verbindung zum Anlaut des nachfolgenden Verses hörbar werden kann. Der Vers commun gilt den französischen Dichtern dabei seit der Renaissance in der Nachfolge Ronsards zunächst als ein gegenüber dem Alexandriner nachrangiges Versmaß. Ein Beispiel von Joachim Du Bellay, der den Vers commun und den Alexandriner in seinen Antiquités de Rome noch als gleichrangige Maße für die Behandlung seines erhabenen Themas, die Klage über den Untergang der Größe Roms, einsetzt (Nr. V):
Qui voudra voir || tout ce qu'ont peu nature,
L'art & le ciel || (Rome) te vienne voir:
J'entends s'il peut || ta grandeur concevoir
Par ce qui n'est || que ta morte peinture.
„Wer sehen will, was einst die Natur, / die Kunst und der Himmel vermochten, Rom, der komme dich zu sehen: / vorausgesetzt, daß er deine Größe noch erfassen kann / vermittels dessen, was nur noch dein lebloses Abbild ist.“
In dieser Form wird der französische Vers commun auch von den deutschen Dichtern des Barock adaptiert, insbesondere von Martin Opitz, die ihn im akzentuierenden Versprinzip des Deutschen als jambischen Fünfheber mit regelmäßiger männlicher Zäsur nach der vierten Silbe und alternierenden männlichen und weiblichen Reimen nachbildeten.
Das metrische Schema ist demnach:
◡—◡— ‖ ◡—◡—◡—(◡)
Der Vers commun wurde in der deutschen Dichtung jedoch schon bald vom Alexandriner und dann vom Blankvers verdrängt. Ein bekanntes Beispiel des Versmaßes im Deutschen ist das Mignon-Lied aus Goethes Roman Wilhelm Meisters Lehrjahre:
Kennst du das Land? wo die Citronen blühn,

Im dunkeln Laub die Gold-Orangen glühn,

Ein sanfter Wind vom blauen Himmel weht,

Die Myrthe still und hoch der Lorbeer steht.

## 19. und 20. Jahrhundert
Mit dem teilweisen Zurücktreten des Alexandriners in der französischen Dichtung des 19. Jahrhunderts erfährt zugleich der Vers commun wieder eine Aufwertung. Er wird teils in der regelhaften Form weitergeführt, teils auch wieder mit freierer Handhabung der Zäsur, wobei hier die weibliche Zäsur aber nicht als „epische Zäsur“, sondern nur nach der im Neufranzösischen allgemein gültigen Regel zulässig ist, wenn die unbetonte Silbe mit einem nachfolgenden vokalischen Anlaut zusammengezogen werden kann. Beispiel für die regelmäßige Fortsetzung (Jules Supervielle, A un arbre):
Avec un peu || de feuillage et de tronc
Tu dis si bien || ce que je ne sais dire
Qu'à tout jamais || je cesserais d'écrire
S'il me restait || tant soit peu de raison.
„Mit etwas Blattwerk und Stamm / sagst du es so gut, was ich nicht sagen kann, / daß ich für allezeit aufhören würde zu schreiben, / wenn mir nur wenigstens ein bißchen Verstand geblieben wäre.“
Dagegen ein Beispiel für den Vers commun mit freierer Handhabung der Zäsur, das die weibliche Zäsur und die Ausnahmeteilung 6 + 4 wieder einbezieht, teilweise aber auch die Eindeutigkeit der Zäsur und, bedingt durch Enjambement, des Versschlusses schon zugunsten eines schwebenderen, verschiedene Teilungen zulassenden Rhythmus aufhebt und damit traditionelle und moderne Formensprache vereint (Paul Verlaine, A la promenade):
Le ciel si pâle || et les arbres si grêles
Semblent sourire || à nos costumes clairs
Qui vont flottant || légers, | avec des airs
De nonchalance || et des mouvements d'ailes.
„Der Himmel, der so bleich ist, und die Bäume, die so zart sind, / scheinen unseren hellen Kostümen zuzulächeln, / die schwerelos schweben, mit dem Anschein / von Unbekümmertheit und den Bewegungen von Flügeln.“
In der Handhabung der Zäsur nicht dem Vers commun im engeren Sinn zuzurechnen ist demgegenüber die seit dem 15. Jahrhundert begegnende regelmäßige symmetrische Teilung des Zehnsilbers nach dem Prinzip 5 + 5, mit vorherrschend männlichen Zäsuren und alternierendem Reimgeschlecht, die durch die Gleichheit der Vershälften je nach Ausführung einen besonders starren oder auch tanzliedähnlichen Eindruck bewirken kann (Victor Hugo, Choses du soir):
La faim fait rêver || les grands loups moroses;
La rivière court, || le nuage fuit;
Derrière la vitre || où la lampe luit,
Les petits enfants || ont des têtes roses.
„Der Hunger bringt die grämlichen Wölfe zum träumen; / der Fluß läuft dahin, die Wolke flieht; / hinter der Fensterscheibe, wo die Lampe leuchtet, / haben die kleinen Kinder rosenfarbene Köpfe (Gesichter).“